# 켈리 르브락

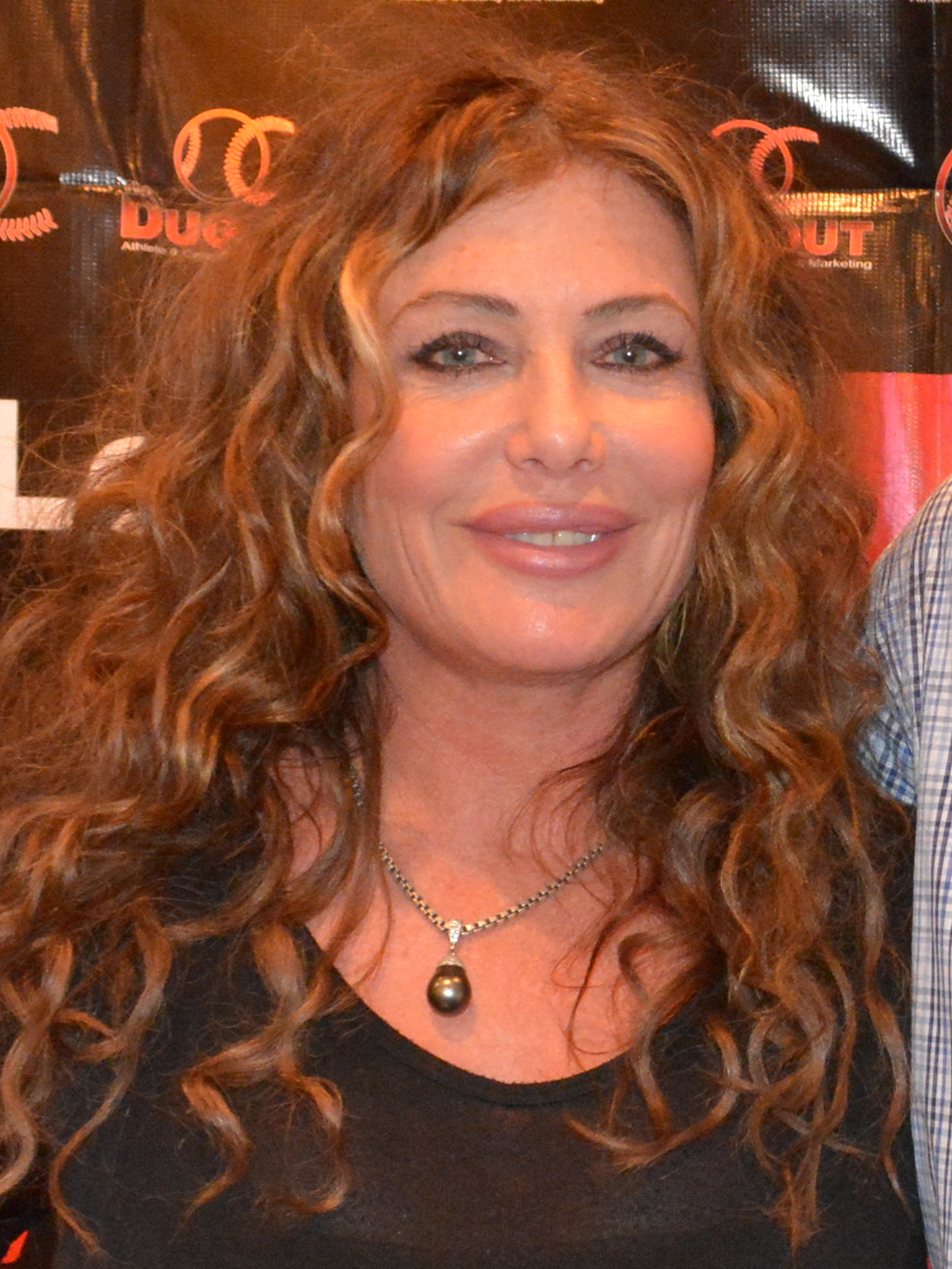

켈리 러브록(Kelly LeBrock, 1960년 3월 24일 ~ )는 미국의 배우, 모델이다. 뉴욕 출신이다.

## 영화
- 게이머스 (2006년)
- 제로필리아 (2005년) - 알렉사 역
- 롱풀리 어큐즈드 (1998년) - 로렌 굿휴 역
- 하드 바운티 (1995년)
- 비트레이얼 오브 더 도브 (1993년)
- 복수무정 (1990년) - 간호사 앤디 스튜어트 역
- 신비의 체험 (1985년)
- 우먼 인 레드 (1984년)